# Хидразин
Хидразинът е неорганично съединение с формула N2H4 (H2N-NH2).
Представлява безцветна запалима течност с миризма на амоняк и с висока токсичност. Използва се във воден разтвор като хидразин хидрат – H2N-NH2.x H2O

## Методи за получаване на хидразин[5]
1) При окисление на амоняк (NH3) с натриев хипохлорит (NaOCl)
2NH3 + NaOCl --> N2H4 + H2O + NaCl
или на карбамид (урея) – (H2N)2CO или H2N-CO-NH2 – с натриев хипохлорит (NaOCl)
(H2N)2CO + NaOCl + 2NaOH --> N2H4 + H2O + NaCl + Na2CO3
2) При окисление на амоняк с водороден прекис (диводороден пероксид, H2О2)
2NH3 + H2О2 --> N2Н4 + 2 H2O
Хидразинът се използва като ракетно гориво, като предшественик на продукти във фармацевтичната и химичната индустрия, за получаване на пестициди, като редуктор и в органичния синтез.

## Органични производни на хидразина
Те представляват клас от органични съединения, при които един или няколко водородни атома на хидразина са заместени с органични групи.
Известни представители са монометилхидразинът (метилхидразин, MMH) (CH3NH-NH2), използван най-често като ракетно гориво, и фенилхидразинът (C6H5NH-NH2) с приложение във фармацевтичната индустрия, в производството на багрила и в органичния синтез. Известни са също органични производни със заместители и при двата азотни атома, напр. N,N'-диметилхидразин (CH3-NH-NH-CH3), N,N'-дифенилхидразин (C6H5-NH-NH-C6H5) и др.

## Външни източници
- Хидразин. Международна агенция за изследване на рака Архив на оригинала от 2020-11-26 в Wayback Machine.
- Hydrazines. Designing Drugs to Avoid Toxicity